# (8251) Исогаи
(8251) Исогаи (лат. Isogai) — астероид, относящийся к группе астероидов пересекающих орбиту Марса. Он был открыт 8 ноября 1980 года японским астрономом Тосимаса Фурута в обсерватории города Токай и назван в честь одноклассника первооткрывателя Рэнсукэ Исогаи.